# Oeniversitet
Oeniversitet (Russisch: Университет) is een station aan de Sokolnitsjeskaja-lijn van de Moskouse metro.  

## Geschiedenis
Al tijdens de bouw van de, in 1953 geopende, nieuwbouw van de universiteit bestonden er plannen voor een aansluiting op de metro. Hiervoor was een station aan de westkant van het universiteitsterrein voorzien. In 1954 werd echter besloten om het in 1938 bepaalde tracé ingrijpend te wijzigen. In plaats van een tunnel onder de Moskva werd gekozen voor een goedkopere gecombineerde brug voor de metro en een autoweg. Ten zuiden van de brug loopt de metro weer in een tunnel onder de autoweg naar het zuidwesten. In verband met geologische omstandigheden was een bouwput vlak naast het nieuwe universiteitsgebouw niet mogelijk en werd gekozen voor het kruispunt van de nieuwe autoweg met de Lomonosovski Prospekt (het Jawaharlal Nehruplein) als locatie van het station. Hierdoor ligt het station op relatief grote afstand van de universiteitsgebouwen wat echter wel betekent dat het station goed bereikbaar is voor de omliggende woonwijken en aansluiting biedt op andere vormen van openbaarvervoer. Het station is het 55e van de Moskouse metro en werd op 12 januari 1959 geopend, waarmee de vijfde fase van de metrobouw was afgerond. Het is het laatste pylonenstation dat gebouwd werd op basis van de blauwdrukken uit de Stalinistische tijd, zij het met een sobere aankleding. Het station is als cultureel erfgoed aangemerkt.

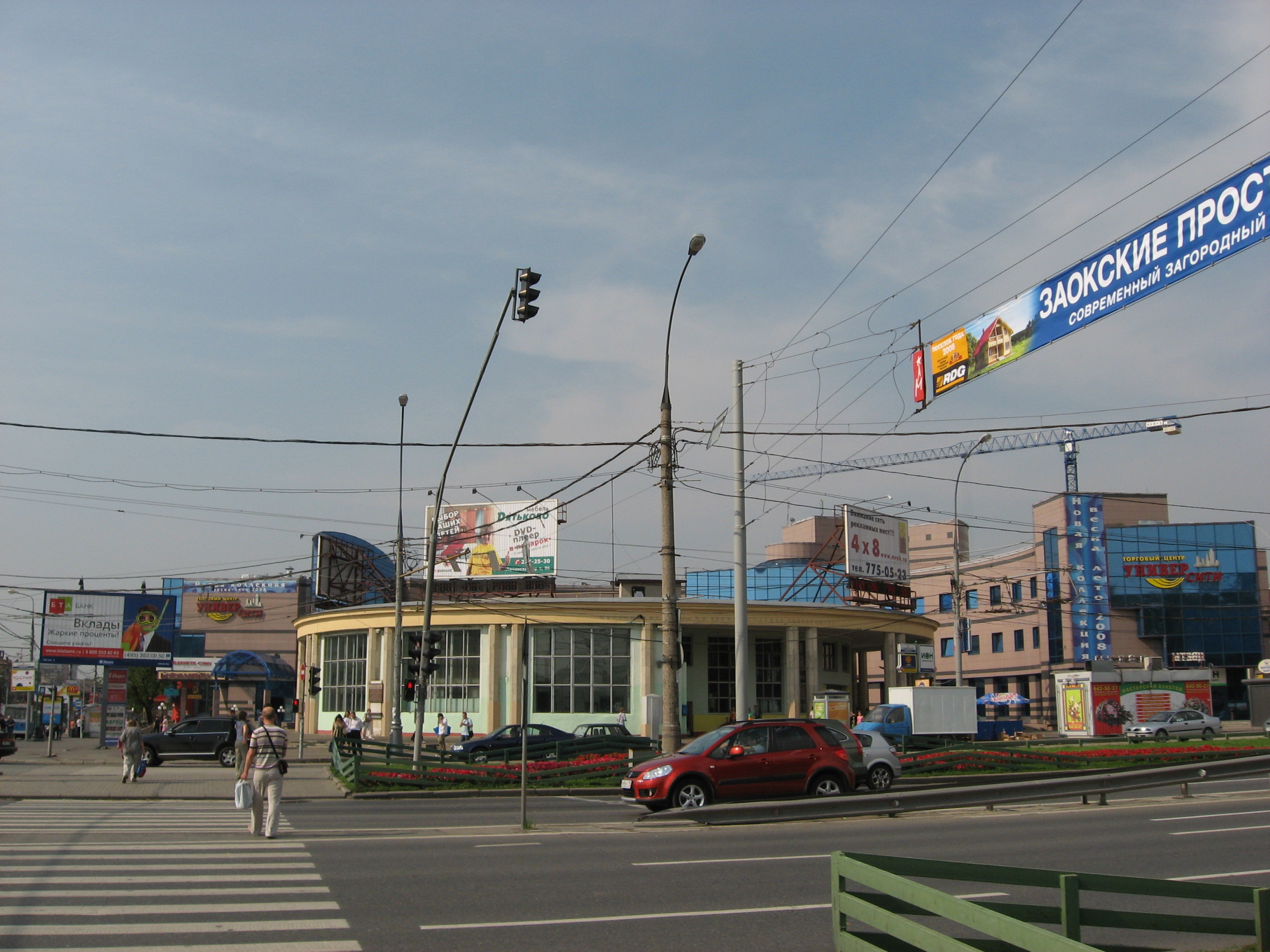
Het noordelijke toegangsgebouw
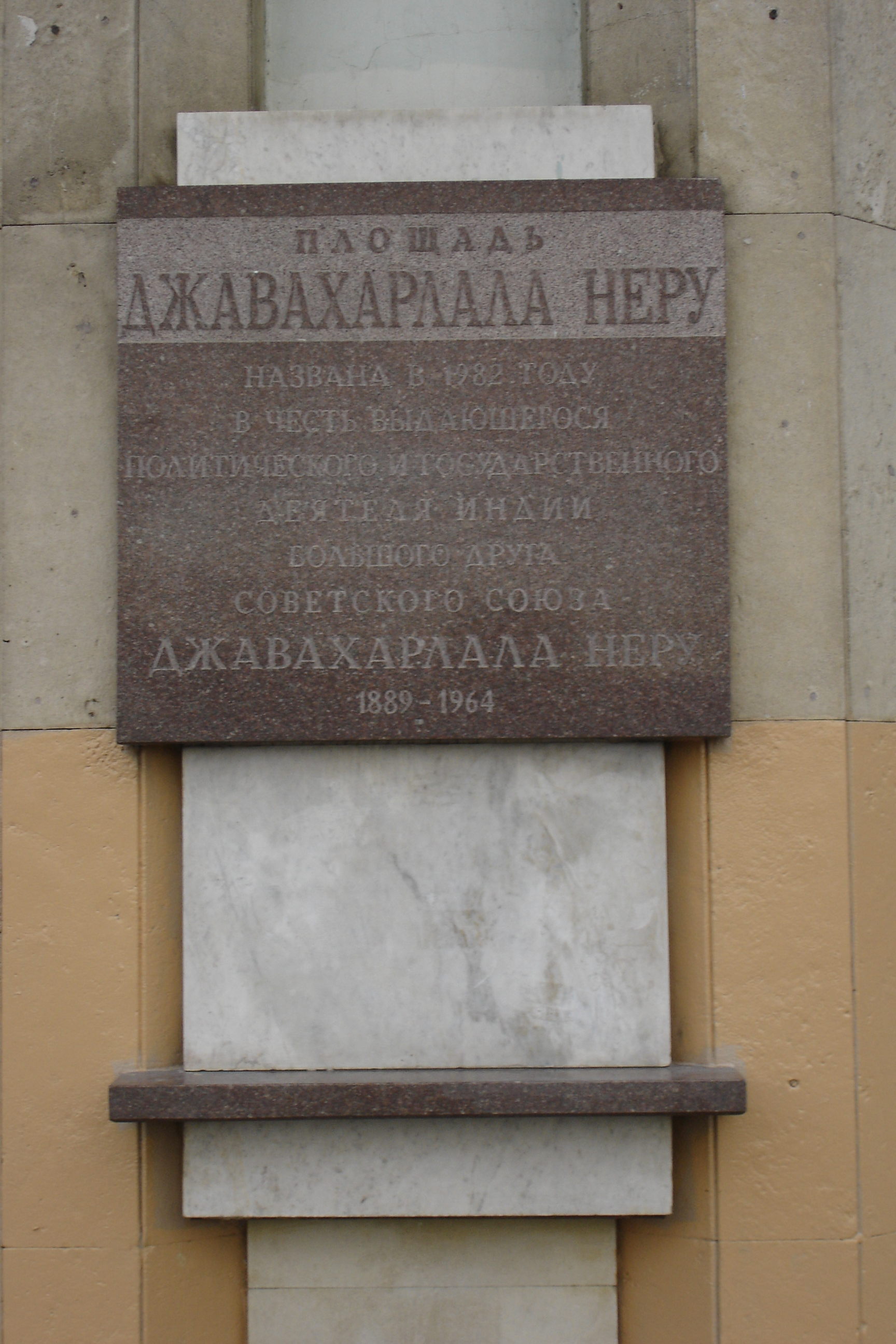
De plaquette voor Jawaharlal Nehru op de gevel van het noordelijke toegangsgebouw
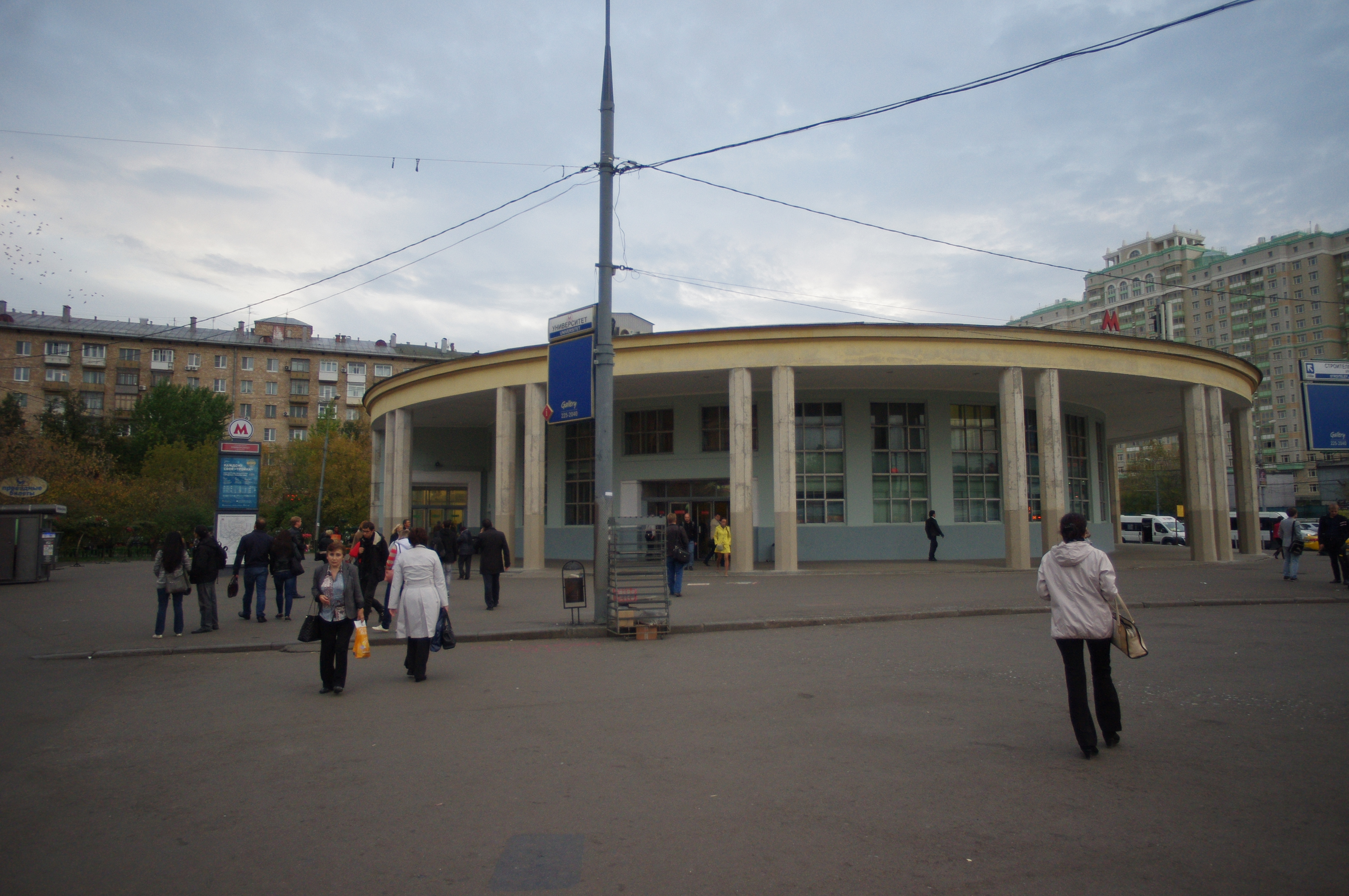
Het zuidelijke toegangsgebouw

## Toegangsgebouwen
De toegangsgebouwen aan weerszijden van de Prospekt Vernadskogo zijn het werk van de architecten N.A. Bykova, I.G. Taranov en J.A. Tsjerepanov. De identieke ronde gebouwen hebben een plat dak dat aan de buitenzijde rondom door zuilen wordt gedragen, het grootste deel van de gevel bestaat uit hoge ramen. De in en uitgang bevinden zich onder een afdak dat is gecreëerd door de gevel over driekwart van de cirkel naar binnen de leggen. De stromen inkomende en uitgaande reizigers worden gescheiden afgehandeld. De uitstappers verlaten na de poortjes direct het gebouw, terwijl de instappers langs de zijkant via de kaartverkoop en de informatiebalie de poortjes bereiken. Het noordelijke toegangsgebouw ligt aan het het Jawaharlal Nehruplein in het rayon Ramenki van de okroeg west. Vanuit het noordelijke toegangsgebouw zijn de roltrappen rechtstreeks met de noordkant van het perron verbonden. Het zuidelijke toegangsgebouw, in het rayon Gagarinski van de okroeg zuid-west, ligt iets verder van het kruispunt naast de eindlus van de tram. De reizigers bereiken hier met de roltrap een tunnel onder de Prospekt Vernadskogo die haaks op het perron staat. Tussen 1967 en 2015 was de afdeling gevonden voorwerpen van de metro gevestigd in het zuidelijke toegangsgebouw (Van 1953 tot 1967 was deze afdeling gevestigd in Komsomolskaja en sinds 2015 in Kotelniki). In het magazijn werden de gevonden voorwerpen gedurende drie maanden opgeslagen voordat ze naar het staatsfonds gingen. De ingang bevond zich in het zuidelijke deel van het toegangsgebouw bij het politieloket.  

## Ondergronds

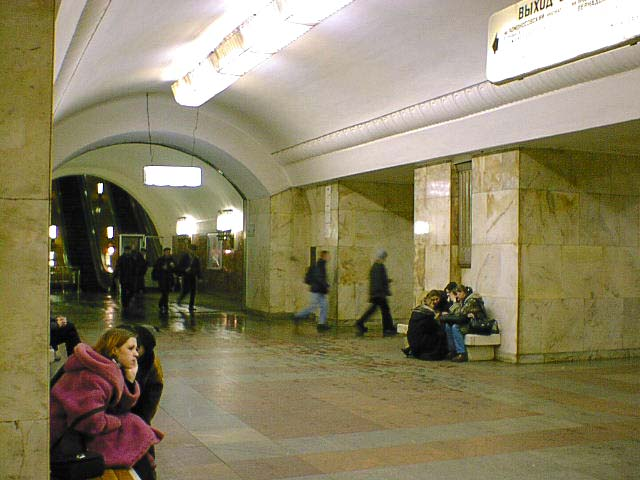
De noordkant van de middenhal bij de roltrappen
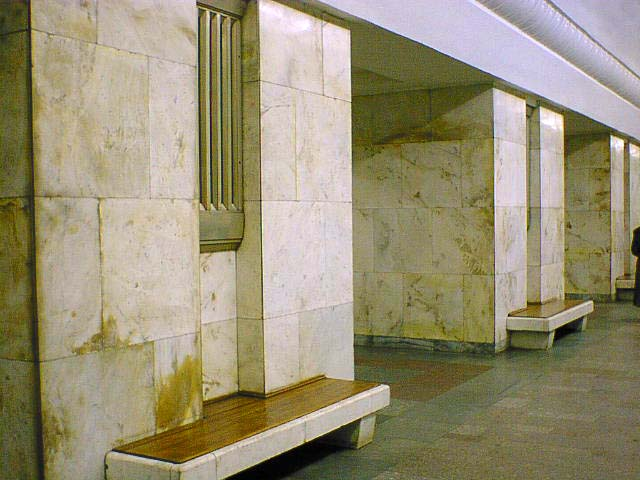
Detail van de pylonen met bankjes
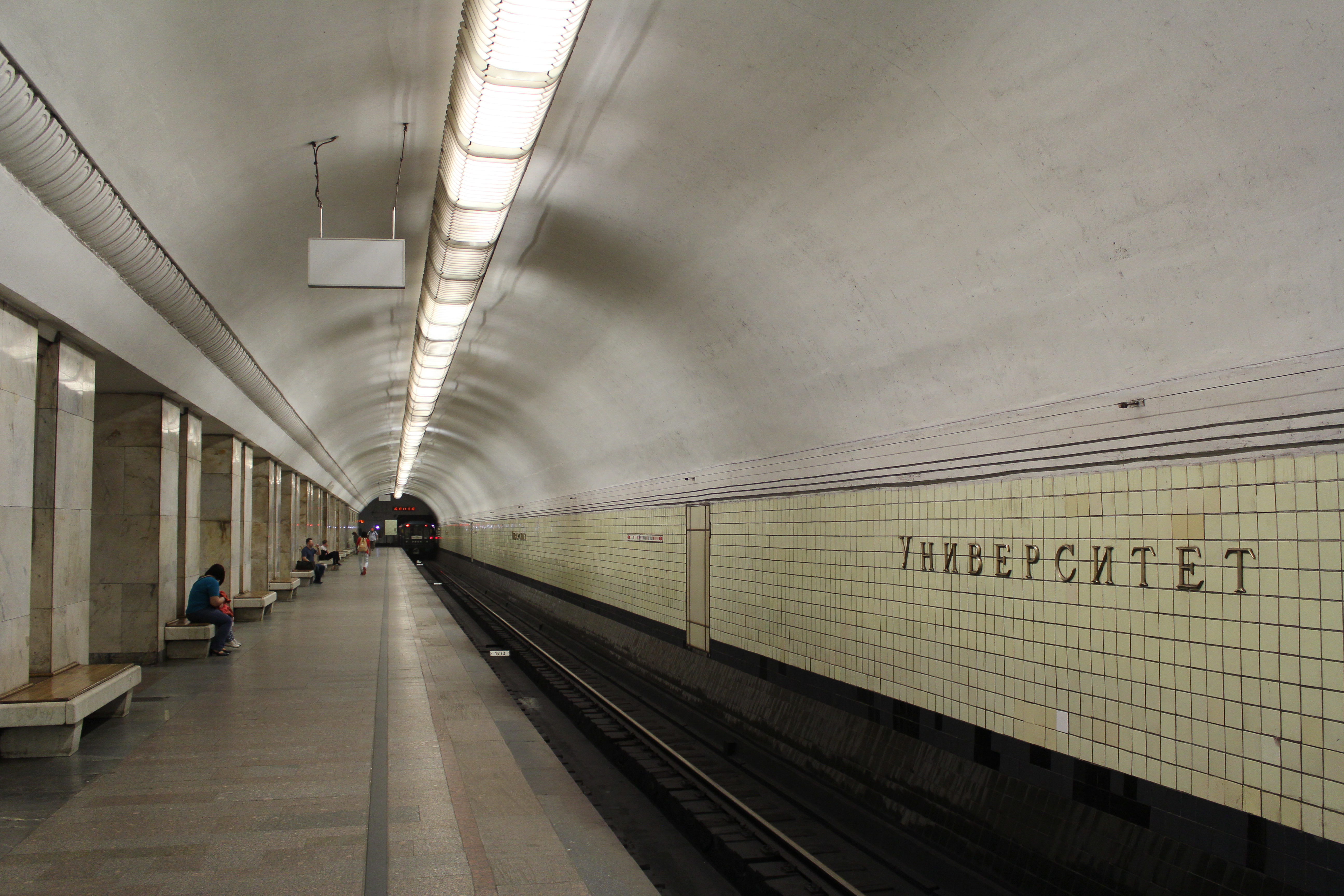
Het perron en de stationsnaam op de tunnelwand

Het pylonenstation op 26,5 meter diepte kent drie buizen die met gietijzeren schachtringen zijn afgewerkt. De buizen voor de sporen en perrons hebben een doorsnee van 8,5 meter, die van de middenhal heeft een doorsnee van 9,5 meter. Aan de zuidkant van het station liggen opstelsporen waar metrostellen uit het centrum kunnen keren. Het station was de eerste vier jaar het zuidelijke eindpunt van de lijn en metro's keerden hier. Sinds de verlenging van de lijn in december 1963 worden de opstelsporen ook gebruikt als stalling voor en voor klein onderhoud aan de metrostellen. In het station zijn de pylonen bekleed met lichtkleurig marmer. De kopse kant aan het zuideinde van de middenhal is met hetzelfde marmer bekleed en is niet opgesierd met een kunstwerk. De tunnelwanden langs de sporen zijn betegeld met geglazuurde tegels, zwart onder perronhoogte, daarboven geel. De vloer bestaat uit grijs en rood graniet. De tunnel onder de Prospekt Vernadskogo is door middel van vaste trappen met de middenhal van het station verbonden. De wanden van deze voetgangerstunnel zijn bekleed met rood marmer en de vloer bestaat uit grijs graniet. In juli 2009 kreeg het station als eerste in Moskou een 3G netwerk van MTS. 

## Verkeer
Reclamebureau 3stars telde in maart 2002 73.900 instappende en 69.000 uitstappende reizigers. Het station is dagelijks geopend tussen 5:35 uur en 1:00 uur. De eerste trein naar het centrum vertrekt op oneven dagen om 5:41 uur, op even werkdagen om 5:46 uur en op even dagen in het weekeinde om 5:47 uur. Naar het zuiden op even werkdagen om 5:57 uur, op andere dagen om 5:59 uur. Naast de metro doen verschillende tram, bus en trolleylijnen het station aan. 